# Karl Hill

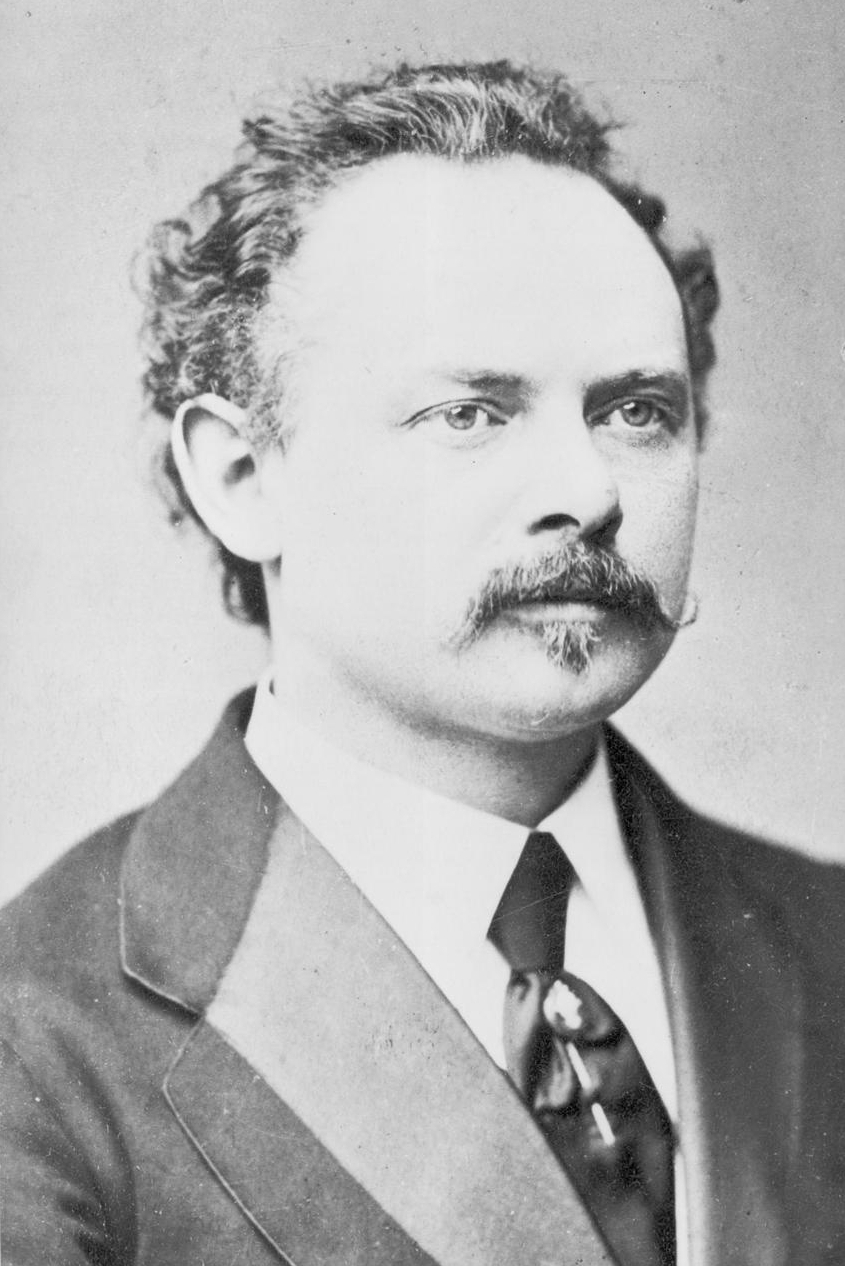
Aufnahme von Emilie Bieber

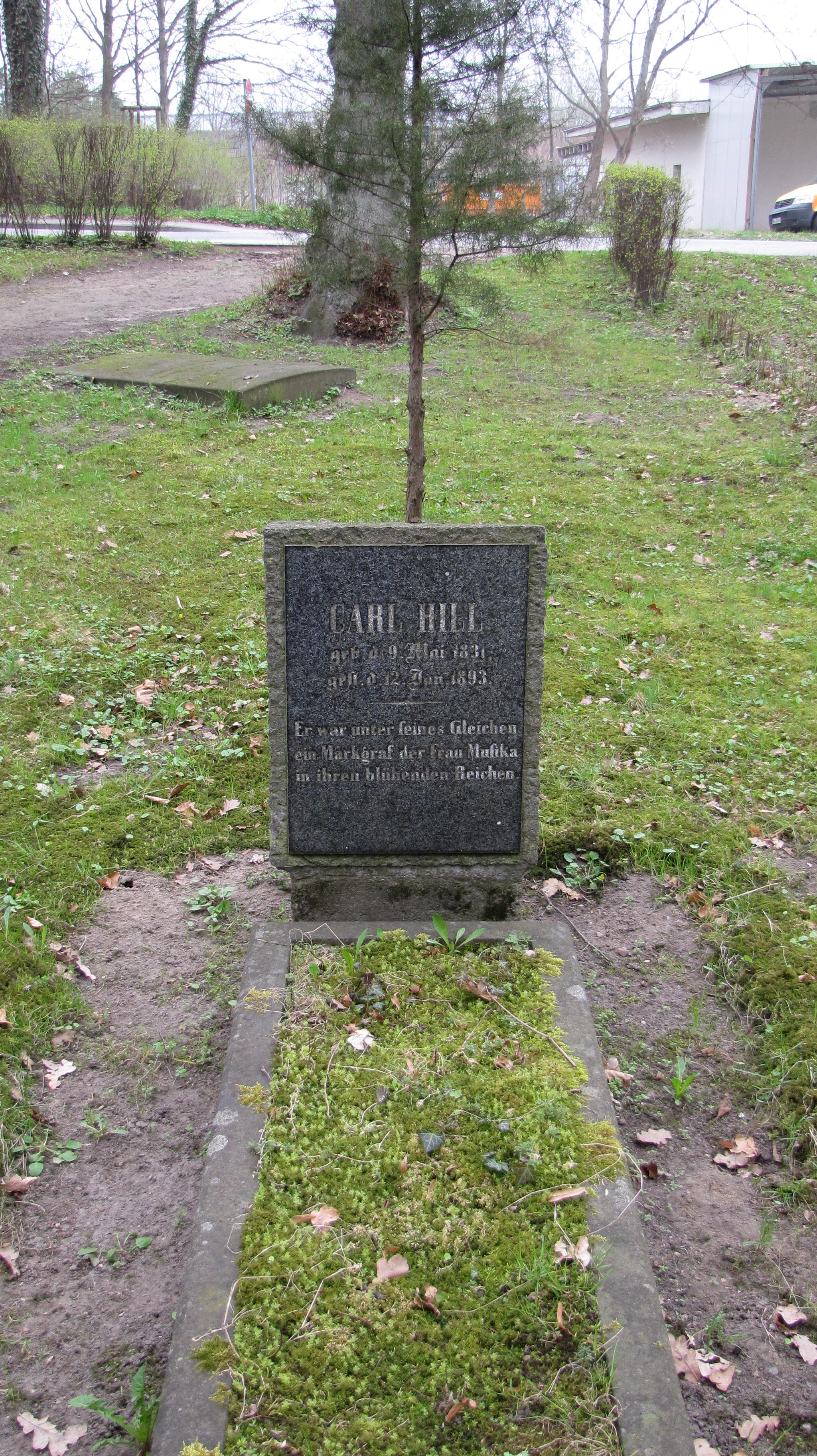
Grab Carl Hills auf dem Sachsenberg

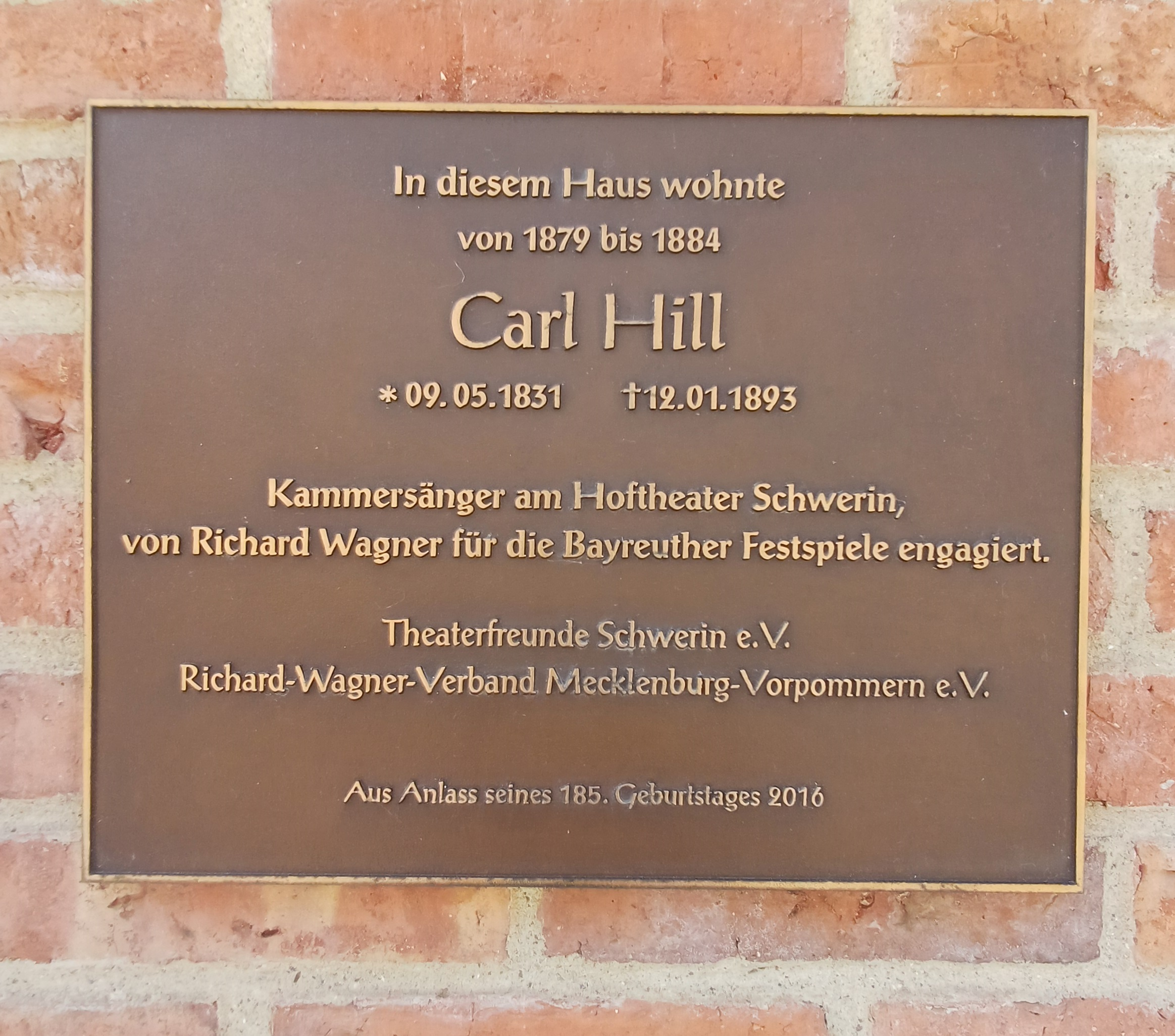
Gedenktafel für Carl Hill (Münzstraße 15, Schwerin)

Johann Karl Adam Hill, auch Carl Hill (* 9. Mai 1831 in Idstein; † 12. Januar 1893 in Schwerin) war ein deutscher Opernsänger (Bariton).

## Leben
Karl Hill bildete sich unter Leitung des Wiesbadener Hofopernsängers Jeshewiz und des Musikdirektors Friedrich Wilhelm Rühl im Kunstgesang aus und sang, obwohl er nach absolviertem Gymnasium zum Postfach übergegangen war, Anfang der 1860er Jahre häufig und mit großem Erfolg in Konzerten und bei Musikfesten, namentlich in den rheinischen Städten sowie in Holland.
Nach Übergang der Thurn und Taxisschen Post an Preußen (1866) widmete er sich, da er seine musikalische Wirksamkeit mit der amtlichen nicht länger vereinigen konnte, ausschließlich der Kunst und fand zwei Jahre später eine Anstellung als erster Bariton am Hoftheater in Schwerin, wo er bis 1890 als eine der ersten Zierden der Oper wirkte.
Hill, der 1868 vom Großherzog zum Kammersänger ernannt wurde, hat sich unter anderem großes Verdienst um das Gelingen der Festspiele in Bayreuth erworben. Am 26. Januar 1873 wohnte Richard Wagner einer Aufführung des Fliegenden Holländer am Schweriner Hoftheater bei, in der Hill die Titelpartie sang. Richard Wagner war von der stimmlichen Wiedergabe wie von der gestalterischen Darbietung durch Karl Hill so beeindruckt, dass er ihn unmittelbar nach der Aufführung bei einem Essen in Sternhotel, heute Haus der Kultur am Pfaffenteich, nach Bayreuth verpflichtete, als Alberich in der ersten Gesamtaufführung des Ring des Nibelungen im Jahr 1876. Karl Hill sang in Bayreuth auch weitere Partien – in Lohengrin, Tannhäuser und in den Meistersingern von Nürnberg. In der Uraufführung des Parsifal gab er den Klingsor.
Seinen Lebensabend in Freiburg im Breisgau zu verbringen, konnte Hill nicht verwirklichen. Die Verschlimmerung seines Nervenleidens brachte ihn zurück nach Schwerin, wo er sich der Pflege in der Heilanstalt Sachsenberg anvertraute. Am 12. Januar 1893 starb der Sänger in geistiger Umnachtung in der Heilanstalt Sachsenberg und wurde auf dem dortigen Friedhof begraben. Die auf seinem Grabstein angebrachte Inschrift gibt auch einhundert Jahre später noch Kunde von einer großen stimmlichen Begabung: Er war unter seines Gleichen, ein Markgraf der Frau Musika in ihren blühenden Reichen.